# Marguerite Thyes
Margaretha (Marguerite) Thyes (Luxemburg-Stad, 4 juli 1862 – aldaar, 6 augustus 1920) was een Luxemburgs kunstschilder.

## Leven en werk
Marguerite Thyes was de tweede van de zes kinderen van Alphonse Thyes (1830-1914) en Louise Ewert (1836-1901), en een zus van André Thyes. Haar vader was technisch tekenaar bij de spoorwegen en daarnaast als landschapsschilder actief, ook André werd bekend om zijn landschappen. Marguerite schilderde bloemen en landschappen op doek en beschilderde porselein. In 1893 behoorden Alphonse en André Thyes tot de stichtende leden van de Cercle Artistique de Luxembourg (CAL), Marguerite sloot zich ook aan bij de kunstenaarsvereniging.  In 1894 namen ze alle drie deel aan de eerste salon du CAL, Marguerite nam daarna tot aan haar overlijden aan de jaarlijkse salons deel. 
Marguerite Thyes overleed op 58-jarige leeftijd, ze werd begraven op de Cimetière Notre-Dame.
- Musée national d'archéologie, d'histoire et d'art: lkl006054